# Sheila Jordan

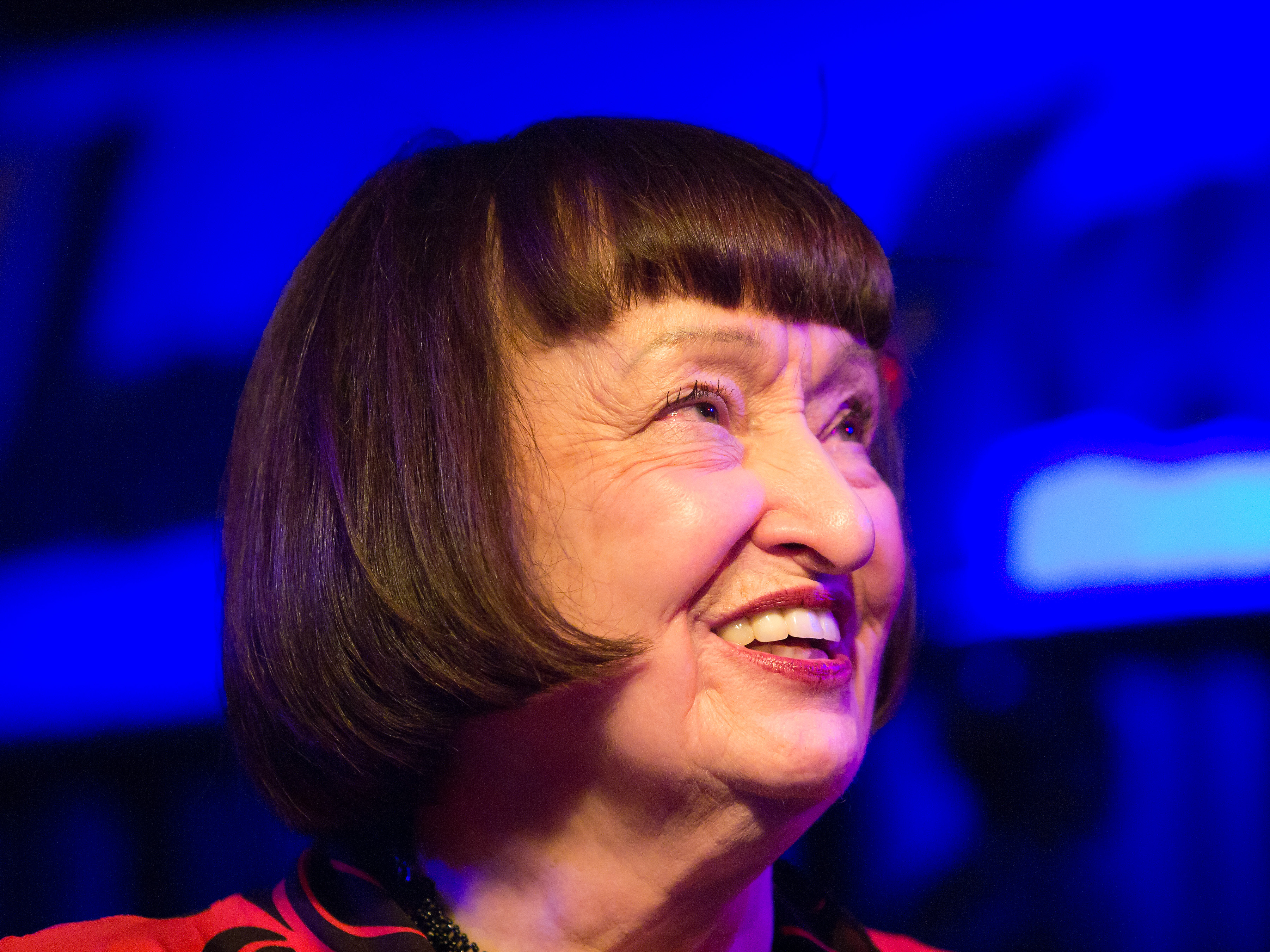
Sheila Jordan im Jazzclub Unterfahrt (2011)

Sheila Jeannette Jordan (geborene Dawson; * 18. November 1928 in Detroit, Michigan; † 11. August 2025 in New York City) war eine US-amerikanische Jazz-Sängerin.

## Leben und Wirken
Dawson begann bereits als Kind zu singen und trat in verschiedenen Klubs Detroits auf. Später war sie Mitglied des Vokaltrios Skeeter, Mitch and Jean. 1951 Jahre siedelte sie nach New York City über. Dort heiratete sie 1953 Duke Jordan, den Pianisten von Charlie Parkers Band (von dem sie sich 1962 trennte), studierte bei Charles Mingus und Lennie Tristano und zog die gemeinsame Tochter alleine groß.
In den frühen 1960er Jahren entstanden Jordans erste Plattenaufnahmen, zunächst auf dem Album The Outer View von George Russell eine legendär gewordenen Version des Titels You Are My Sunshine sowie ihr Debüt-Album Portrait of Sheila auf Blue Note Records mit Barry Galbraith, Steve Swallow und Denzil Best, auf dem sie ein Standards-Programm aus Titeln wie I’m a Fool to Want You, Let’s Face the Music and Dance oder Bobby Timmons’ Dat Dere interpretierte.
In den nächsten Jahren trat sie häufig in Kirchen mit liturgischen Jazzgesängen auf, war in Gruppen des Posaunisten Roswell Rudd zu hören und – zum Teil im Duo mit Jeanne Lee – an Carla Bleys Escalator over the Hill beteiligt. Mitte der 1970er-Jahre (die Tochter war nun im College) arbeitete sie regelmäßig mit Roswell Rudd und begann ihre Karriere intensiv zu verfolgen. 1977 spielte sie ein Album mit Arild Andersen ein; 1982 entstand als in Zusammenarbeit mit dem Bassisten Harvie Swartz das Duo-Album Old Time Feeling. Ende der 1970er-Jahre ließ sie sich vom Trio des Pianisten Steve Kuhn begleiten, mit dem sie mehrere Alben aufnahm. Noch bis 1987 arbeitete Jordan in einer Werbeagentur.
George Gruntz holte sie als Sängerin für zahlreiche seiner Projekte regelmäßig nach Europa; auch Egil Kapstad bevorzugte sie als Sängerin. 1998 nahm sie mit dem Steve Kuhn Trio (mit David Finck und Billy Drummond, außerdem unter Beteiligung von Theo Bleckmann) das dem Gedenken an Charlie Parker und Miles Davis gewidmete Album Jazz Child auf. Auf dem 2003 erschienenen Debütalbum von Cameron Brown Here and How wird deutlich, dass ihr Gesang immer noch experimentell geprägt war.
Jordan gab ab 1978 Jazz-Workshops am City College of New York, beteiligte sich mit Jay Clayton an den Sommerprogrammen Jazz in July an der University of Massachusetts und unterrichtete an der Stanford University und seit 1985 an der Kunstuniversität Graz. Zu ihren Schülerinnen gehören unter anderem die Sängerinnen Judi Silvano, Marya Lawrence und Sabine Kühlich. 
2012 erhielt Jordan die renommierte Jazz Masters Fellowship der staatlichen Stiftung National Endowment for the Arts verliehen; am 13. Januar 2016 wurde sie als dritte Frau (nach Christa Ludwig und Gundula Janowitz) und als dritte Persönlichkeit aus der Jazzwelt (nach Art Farmer und Joe Zawinul) zum Ehrenmitglied der Kunstuniversität Graz ernannt, was sie mit Karlheinz Miklin in einem Festkonzert im Wiener Jazzland feierte. 2019 trat sie im Duo mit dem Bassisten Cameron Brown auf.
Während der Corona-Pandemie feierte sie ihren 92. Geburtstag am 18. November 2020 mit einem Livestream-Konzert aus dem bekannten Jazzclub Smalls in New York. Bei ihrem letzten Auftritt 2021 entstand das Album Live at Mezzrow (2022). Noch 2024 lehrte sie in Graz.